# Андрија Вилимановић
Андрија Вилимановић (Краљево, 14. новембра 1995) српски је одбојкаш који тренутно наступа за Војводину.

## Каријера
Прошавши све млађе категорије локалне Рибнице, Вилимановић је првом тиму овог клуба прикључен у сезони 2012/13, као садамнаестогодишњак. У постави сениорске екипе усталио се почетком 2013. године, те је до краја такмичарске године најчешће имао статус резервисте. Припреме за наредну сезону такође је започео са првом екипом, а касније се преселио у Инђију. За тамошњи истоимени клуб наступао је у Првој лиги Србије до краја такмичарске 2013/14. године, са којим је потом изборио пласман у Суперлигу, укупном победом у баражу над Спартаком из Суботице. У међувремену, крајем 2013. награђен је као најбољи млади спортиста Краљева. Стандардни члан сениорске поставе Рибнице постао је у сезони 2014/15, у којој је екипа Рибнице наступила у Суперкупу Србије. Вилимановић је и у наредним годинама стандардно наступао за екипу Рибнице, док је током сезоне 2016/17. у Суперлиги Србије био члан екипе која је оба пута савладала тадашњег званичног шампиона државе, Црвену звезду. Рибница је најпре победила у новој Хали спортова у Краљеву, док је у другом делу сезоне била боља у утакмици одиграној у Спортском центру Вождовац на Бањици. Рибница је тако победила Звезду на гостовању први пут након више од две деценије.
Дана 10. јула, 2017. године, Вилимановић је представљен као појачање одбојкашког клуба Новог Пазара, из истоименог града. Том приликом је потписао једногодишњи уговор са могућношћу продужетка сарадње за додатних годину дана. Прошавши комплетан припремни период са новим клубом, Вилимановић се убрзо усталио у постави Новог Пазара током сезоне 2017/18. у Суперлиги Србије, односно ЦЕВ купу. Победом против Војводине у октобру 2017, Вилимановић је са својим клубом освојио Суперкуп Србије у одбојци, да би у марту наредне године допринео победи над екипом Црвене звезде и одбрани трофеја у Купу, који је екипа Новог Пазара освојила претходне сезоне. Након што се у августу 2018. није одазвао почетку припрема Новог Пазара, појавила се информација да је Вилимановић суспендован. Он је тврдњу, недуго затим, демантовао, уз напомену да са клубом има важећи уговор, али са опцијом слободног одласка у случају иностране понуде.
Крајем октобра 2018, пред почетак такмичења у Лиги шампиона за сезону 2018/19, Вилимановић је прешао у АЦХ Волеј из Љубљане. Са клубом је потписао једногодишњи уговор, са могућношћу продужења за још једну годину. За екипу је дебитовао у четвртфиналној утакмици Купа Словеније, против екипе Шоштања из Тополшице, на свој 23. рођендан, 14. новембра 2018. Вилимановић је са екипом Волеја освојио Куп Словеније крајем 2018. године, док је наредне године учествовао у освајању регионалног МЕВЗА купа, као и титуле шампиона Словеније у одбојци.
Након једне сезоне коју је провео у Турској, Вилимановић је 2021. потписао двогодишњи уговор са Војводином.

## Репрезентација
У јуну 2012, Вилимановић се нашао на ширем списку селектора јуниорске репрезентације Србије, Милана Жарковића, који га је потом уврстио међу 16 играча на коначном списку одбојкаша за Европско првенство у Зрењанину исте године. Вилимановић се наредне године нашао у саставу екипе за омладинско првенство, а потом и на прелиминаром списку тренера кадетске селекције, Милана Ђуричића, за Балканско првенство, одржано у Босни и Херцеговини. Прошавши све млађе селекције, Вилимановић је у априлу 2018. позван од стране Николе Грбића на припреме сениорске репрезентације Србије за Лигу нација. Грбић је, касније, изоставио Вилимановића са списка играча за Светско првенство 2018. године у Италији и Бугарској. На почетку Лиге нација 2019, Грбић је објавио списак играча за утакмице против репрезентација Јапана, Француске и Русије. Никола Грбић је Вилимановића користио као техничара екипе током првог викенда у СПЕНС-у, поделивши му минутажу са Вуком Тодоровићем.

## Трофеји, награде и признања

### Екипно
Нови Пазар
- Суперкуп Србије: 2017.[22]
- Куп Србије: 2017/18.[23]

### Појединачно
- Најбољи млади спортиста Краљева: 2013.[8]